# 科尔尼斯
科尔尼斯（法語：Cornus，法語發音：[kɔʁnys]）是法国阿韦龙省的一个市镇，属于米约区。

## 地名
该地名“Cornus”发音为[kɔʁnys]，字母“s”发音，《世界地名翻译大辞典》与《世界地名译名词典》将其误译作“科尔尼”。

## 地理
科尔尼斯（43°54'8"N, 3°10'43"E）面积92.74 平方千米，位于法国奧克西塔尼大區阿韦龙省，该省份为法国南部内陆省份，位于法國中央高原南部，北起顺时针与康塔爾省、洛泽尔省、加尔省、埃罗省、塔恩省、塔恩-加龙省和洛特省接壤。
与科尔尼斯接壤的市镇（或旧市镇、城区）包括：勒克拉皮耶、拉库韦尔图瓦拉德、丰达芒特、圣博利兹、塞尔农河畔圣厄拉利、莱里沃、罗米吉耶尔。
科尔尼斯的时区为UTC+01:00、UTC+02:00（夏令时）。

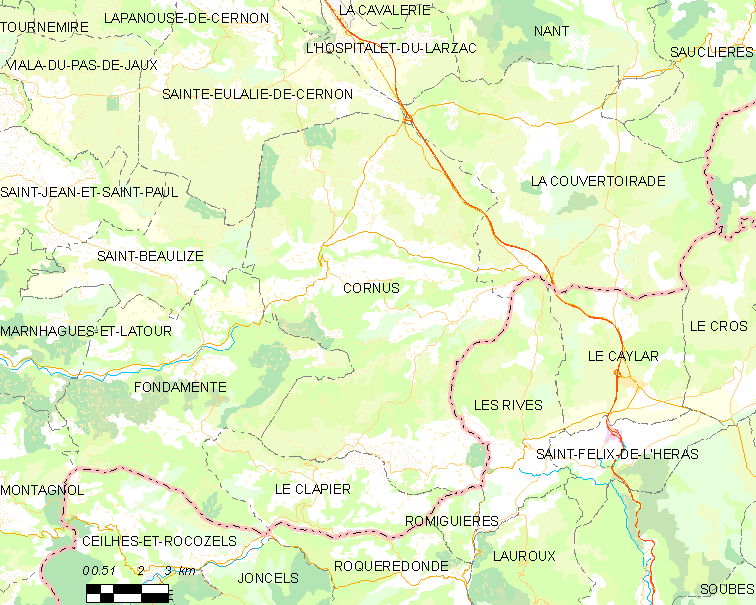
科尔尼斯的OSM定位图

## 行政
科尔尼斯的邮政编码为12540，INSEE市镇编码为12077。

## 政治
科尔尼斯所属的省级选区为科斯-鲁日耶县。

## 人口

1962-2008年间科尔尼斯人口变化图示

科尔尼斯于2022年1月1日时的人口数量为513人。